# Partit pels Animals
El Partit pels Animals (en neerlandès: Partij voor de Dieren, PvdD) és un partit polític neerlandès que té com a objectiu principal millorar el benestar dels animals i el reconeixement dels seus drets. El 2006 va esdevenir el primer partit animalista en obtenir representació en un parlament estatal. El PvdD no pretén implementar polítiques des del govern, sinó que busca incrementar l'interès pels animals en els partits majoritaris, considerant-se a si mateix com un «partit de consciència».

## Història
Sorgit dels moviments socials, el PvdD va fundar-se l'octubre de 2002 per diverses activistes socials, entre les quals Marianne Thieme, que va ser-ne la líder fins al 2019. Aquest partit es va presentar per primera vegada a les eleccions legislatives de 2003, on va obtenir el 0,49 % dels vots però no va aconseguir representació parlamentària. Va ser en les següents eleccions legislatives de 2006 quan va obtenir dos escons (amb l'1,83 % dels vots), un dels quals va ser ocupat per Marianne Thieme. Gairebé la meitat de llista electoral estava formada per celebritats neerlandeses, com l'actriu i cantant Georgina Verbaan, i els escriptors Rudy Kousbroek i Jan Wolkers. Va esdevenir el primer partit per la defensa dels animals en obtenir representació en un parlament estatal. El sistema electoral neerlandès és proporcional i el llindar per aconseguir un escó se situa al 0,67 % dels vots. El 2007 van presentar-se a les eleccions a la Primera Cambra amb una llista conjunta amb el partit GroenLinks i van aconseguir un seient que va ocupar Niko Koffeman. El PvdD també va ser el primer partit animalista en arribar al Parlament Europeu, juntament amb el PMUT, a les eleccions europees de 2014. Van obtenir un escó que va ocupar Anja Hazekamp.

## Resultats electorals

### Cambra de Representants
| Any  | Vots    | %      | Escons  | +/– | Govern   | Referències |
| ---- | ------- | ------ | ------- | --- | -------- | ----------- |
| 2003 | 47.754  | 0,49 % | 0 / 150 | Nou | Oposició |             |
| 2006 | 179.988 | 1,83 % | 2 / 150 | 2   | Oposició | [ 7 ]       |
| 2010 | 122.317 | 1,29 % | 2 / 150 | =   | Oposició | [ 12 ]      |
| 2012 | 182.162 | 1,93 % | 2 / 150 | =   | Oposició | [ 13 ]      |
| 2017 | 335.214 | 3,2 %  | 5 / 150 | 3   | Oposició | [ 14 ]      |
| 2021 | 399.750 | 3,84 % | 6 / 150 | 1   | Oposició | [ 15 ]      |
| 2023 | 231,754 | 2.24 % | 3 / 150 | 3   | TDB      | [ 16 ]      |

### Senat
| Any  | Vots  | %     | Escons | +/– | Referències |
| ---- | ----- | ----- | ------ | --- | ----------- |
| 2007 | 3.366 | 2,1 % | 1 / 75 | 1   | [ 9 ]       |
| 2011 | 2.177 | 1,3 % | 1 / 75 | =   | [ 17 ]      |
| 2015 | 2.177 | 1,3 % | 2 / 75 | 1   | [ 18 ]      |
| 2019 | 6.550 | 3,8 % | 3 / 75 | 3   | [ 19 ]      |
| 2023 | 8,560 | 4,7%  | 3 / 75 | =   | [ 20 ]      |

### Parlament Europeu
| Any  | Vots    | %    | Escons | +/– | Referències |
| ---- | ------- | ---- | ------ | --- | ----------- |
| 2004 | 153.432 | 3,22 | 0 / 27 | Nou | [ 21 ]      |
| 2009 | 157.735 | 3,46 | 0 / 25 | =   | [ 22 ]      |
| 2014 | 200.254 | 4,21 | 1 / 26 | 1   | [ 10 ]      |
| 2019 | 220.938 | 4,02 | 1 / 26 | =   | [ 23 ]      |
| 2024 | 281,462 | 4.52 | 1 / 31 | =   |             |